# Guyanancistrus teretirostris
Espèce
Guyanancistrus teretirostris est une espèce de poissons-chats de la famille des Loricariidae.

## Distribution et habitat
Cette espèce n'est connue que du haut du Paru de Oeste River, au Brésil.

## Publication originale
- (en) Sonia Fisch-Muller, Jan H. Mol et Raphaël Covain, « An integrative framework to reevaluate the Neotropical catfish genus Guyanancistrus (Siluriformes: Loricariidae) with particular emphasis on the Guyanancistrus brevispinis complex », PLOS One, PLoS, vol. 13, no 1,‎ 3 janvier 2018, e0189789 (ISSN 1932-6203, OCLC 228234657, PMID 29298344, PMCID 5752014, DOI 10.1371/JOURNAL.PONE.0189789, lire en ligne).